# دوري كرة القدم الألباني الدرجة الأولى 1997–98
دوري كرة القدم الألباني الدرجة الأولى 1997–98 هو موسم من دوري كرة القدم الألباني الدرجة الأولى ‏. فاز فيه KF Burreli ‏.